# A Man-sziget és a Hebridák Királysága
A Man-sziget és a Hebridák Királysága a norvégok által uralt királyság volt a Brit-szigeteken 1079 és 1266 között. 1164-ben a Man-szigeti Királyságára és a Hebridák Királyságára bomlott.

## Megalakulása
A királyságot Godred Crovan hozta létre, mikor a többi viking törzstől megszerezte a Man-szigetet. Godred első két próbálkozása a sziget elfoglalássára sikertelenül végződött, csak a harmadik ütközetben, Ramsey mellett aratott diadalt. Ezt megelőzően 700 és 900 között a viking megszállással a Brit-szigetek része lett. Egészen Godred megérkezéséig a szigeteket a dublini és az orkneyi királyok irányították.

## Terjeszkedés
A királyság fennhatósága alá az Ír-tenger északi részének szigetei tartoztak Skócia nyugati szigeteivel együtt. Ezek a következő szigeteket jelentették: 
- Man-sziget
- Belső-Hebridák
- Külső-Hebridák (összefoglaló néven Hebridák)

A későbbi Man-szigeti Királyság a fő sziget körül összpontosult, de hozzá tartoztak a Külső-Hebridák is. A Belső-Hebridák területén jött létre a Hebridák Királysága. Az Orkneyi Grófság volt a királyság legtávolabbi pontja, amihez még hozzá tartozott a skót területekről Sutherland, Caithness, Inverness-shire. A királyságnak befolyása volt még a távoli Furnessben, Withornban, Argyllban és Gallowayben. A sziget többször a dublini, majd máskor a jorviki királyok fennhatósága alá került.

## A királyság vége
A perthi békével 1266-ban mindkét királyság Skócia része lett. Man-sziget később Anglia fennhatósága alá került, majd később önkormányzattal rendelkező speciális területté vált. A Hebridák Skócia egyik régióját alkotják.

## Lásd még
- A Man-sziget és a Hebridák uralkodóinak listája